# Уестън (град, Орегон)
Уестън (на английски: Weston) е град в окръг Юматила, щата Орегон, САЩ. Уестън е с население от 717 жители (2000) и обща площ от 1,4 km². Намира се на 547,4 m надморска височина. ЗИП кодът му е 97886, а телефонният му код е 541.